# Ключевой (Хабаровский край)
Ключево́й — посёлок сельского типа в Ульчском районе Хабаровского края. Входит в состав Киселёвского сельского поселения.

## Население
| 2002 | 2010 | 2011 | 2012 | 2021 |
| ---- | ---- | ---- | ---- | ---- |
| 226  | ↘106 | ↘105 | ↘101 | ↘16  |